# 1943 na televisão

## Nascimentos
| Data            | Nome               | Profissão                                     | Nacionalidade  | Observações | Ref   |
| --------------- | ------------------ | --------------------------------------------- | -------------- | ----------- | ----- |
| 22 de janeiro   | Marília Pêra       | atriz e diretora                              | Brasil         | m. 2015     | [ 1 ] |
| 24 de janeiro   | Sharon Tate        | atriz e modelo                                | Estados Unidos | m. 1969     | [ 2 ] |
| 25 de janeiro   | Tobe Hooper        | diretor de cinema e TV, roteirista e produtor | Estados Unidos | m. 2017     | [ 3 ] |
| 10 de fevereiro | Florbela Queirós   | atriz                                         | Portugal       |             |       |
| 17 de fevereiro | Vic Militello      | atriz                                         | Brasil         | m. 2017     | [ 4 ] |
| 23 de março     | María Luisa Alcalá | atriz                                         | México         | m. 2016     | [ 5 ] |
| 29 de março     | Eric Idle          | ator, comediante e guitarrista                | Reino Unido    |             |       |
| 23 de abril     | Hervé Villechaize  | ator                                          | França         | m. 1993     | [ 6 ] |
| 21 de maio      | Gracindo Junior    | ator                                          | Brasil         |             |       |
| 8 de novembro   | Juan Ferrara       | ator                                          | México         |             |       |
| 23 de dezembro  | Harry Shearer      | ator, comediante e dublador                   | Estados Unidos |             |       |
| 31 de Dezembro  | Carlos Areia       | ator                                          | Portugal       |             |       |
| 31 de dezembro  | Ben Kingsley       | ator                                          | Reino Unido    |             |       |

## Mortes
| Data | Nome | Profissão | Nacionalidade | Observações | Ref |
| ---- | ---- | --------- | ------------- | ----------- | --- |